# DIN (fotografia)

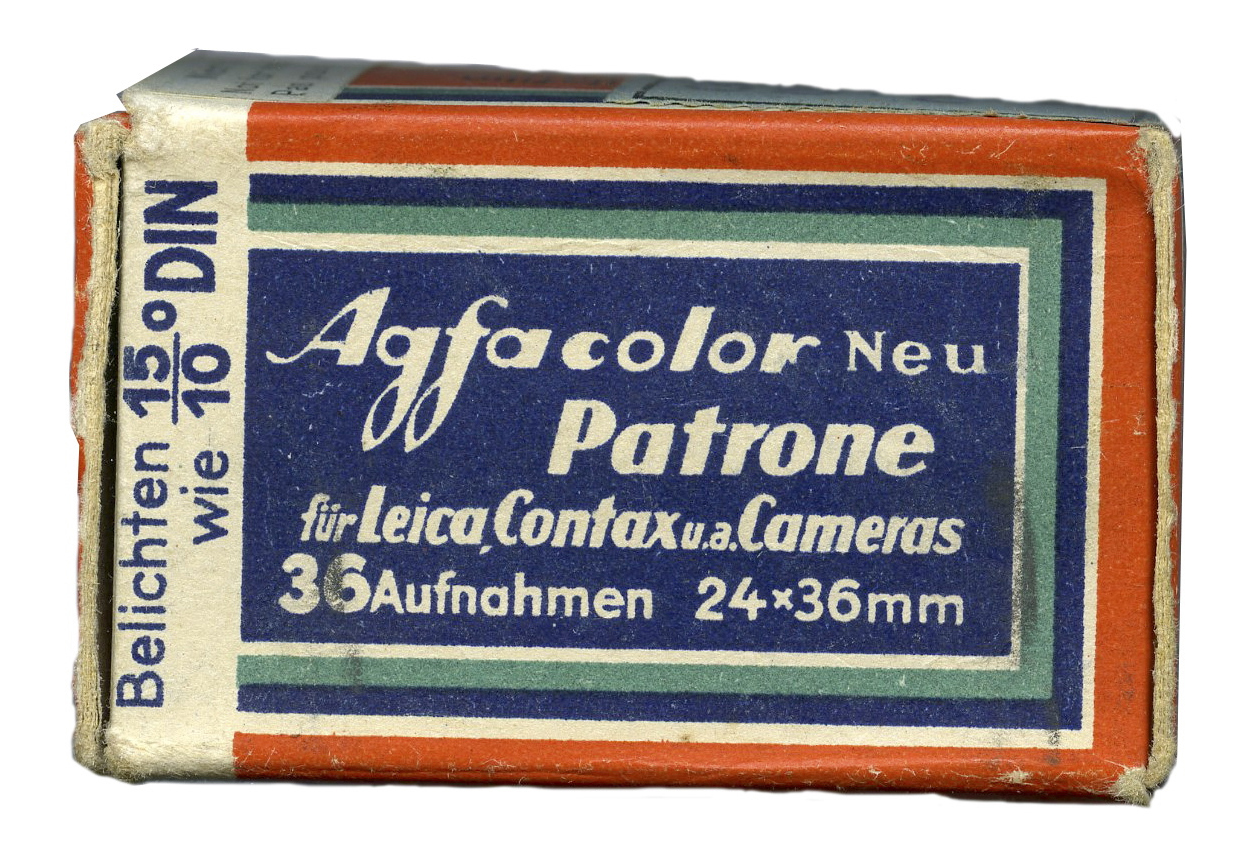
Opakowanie kliszy fotograficznej Agfacolor Neu z oznaczeniem 15/10° DIN

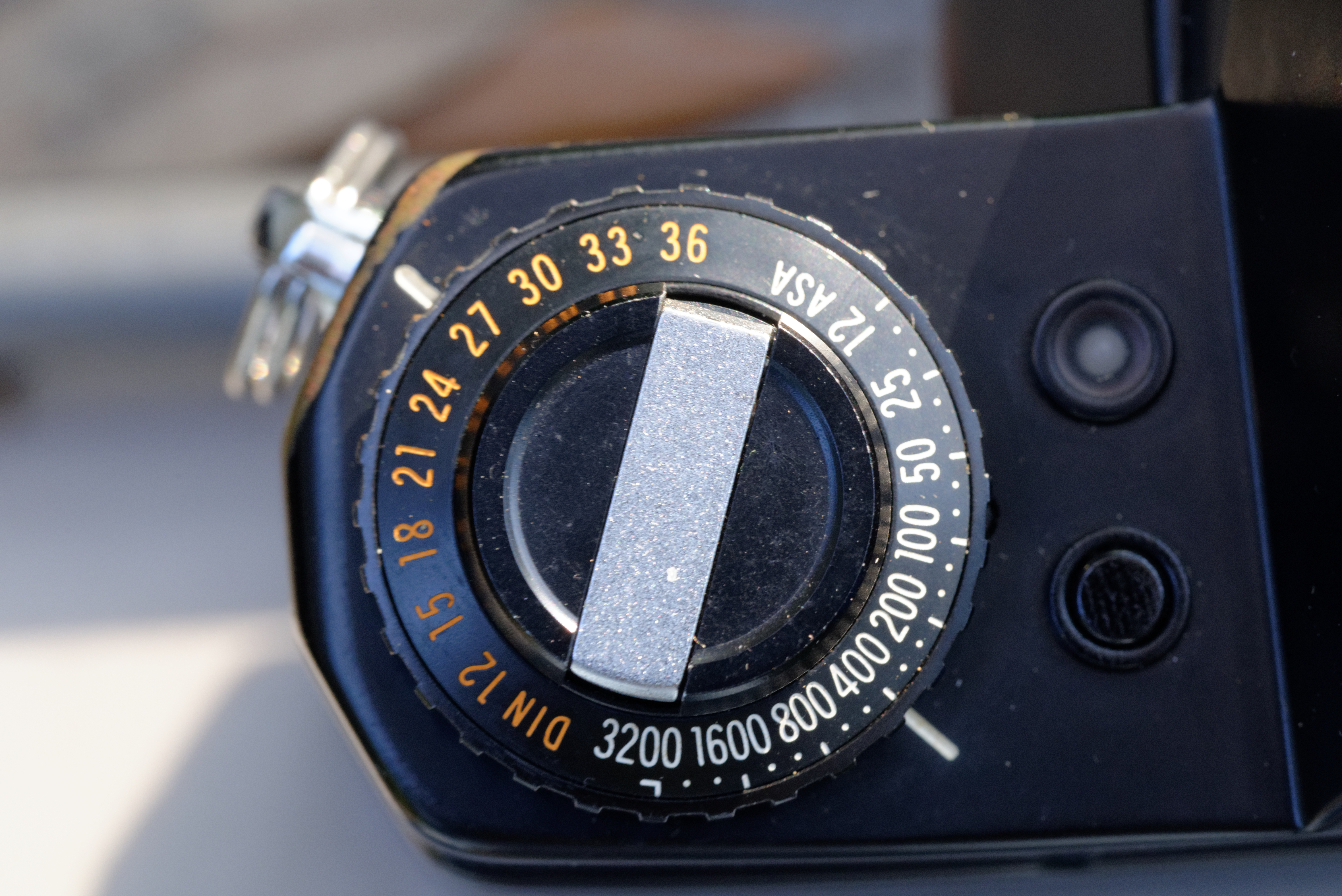
Ustawienia ASA i DIN na aparacie Yashica FR

DIN (niem. Deutsches Institut für Normung) – w fotografii, znormalizowana jedna ze skal/miar światłoczułości materiału fotograficznego i metod jej pomiaru. Stosowana w Europie od roku 1934, modyfikowana w latach 1957 i 1961. System bazuje na skali logarytmicznej; różnica trzech stopni DIN oznacza dwukrotną zmianę wartości czułości materiału fotograficznego, a to jest równoważne zmianie ekspozycji o 1 EV. I tak materiał fotograficzny o czułości 21°DIN jest dwukrotnie czulszy od materiału fotograficznego 18°DIN, czyli wzrost czułości o 3 jednostki DIN oznacza dwukrotne zwiększenie czułości. Do mniej więcej 1958 ~ 61 roku zapisywano je w postaci ułamka z liczbą 10 w mianowniku, np. 17°/10 DIN. W latach tych wprowadzono pewne zmiany sposobu pomiaru oraz zapisu DIN. W późniejszym czasie zapis podawano nie w postaci ułamka, lecz liczby całkowitej, np. 17 DIN z opuszczeniem znaku stopni °.
W Stanach Zjednoczonych odpowiednikiem skali DIN jest system ASA, którego nazwa jest akronimem American Standards Association. W systemie tym czułość materiału fotograficznego jest podawana w skali liniowej, czyli dwukrotnie większa liczba ASA oznacza podwojoną wartość czułości materiału fotograficznego (np. film fotograficzny 100ASA ma dwa razy większą czułość niż film 50ASA).
Oba systemy łączy międzynarodowa norma ISO (ang. International Organization for Standardization), która jednocześnie zastępuje system ASA. I tak w systemie ISO czułość materiału fotograficznego jest podawana następująco:
<czułość w ASA>/<czułość w DIN>° ISO
Przykłady: 50/18° ISO; 100/21° ISO; 200/24° ISO; 400/27° ISO (zob. też czułość filmu).